# Mistrzostwa Islandii w piłce siatkowej mężczyzn
Mizunodeild – najwyższa w hierarchii klasa męskich ligowych rozgrywek siatkarskich w Islandii. Zmagania w jej ramach toczą się cyklicznie (co sezon), systemem ligowym z fazą play-off, która wyłania mistrza Islandii. Organizatorem i organem prowadzącym rozgrywki jest Islandzki Związek Piłki Siatkowej (Blaksamband Íslands).
W latach 1970–1974 nie odbywały się rozgrywki ligowe, lecz turniej, który wyłaniał mistrza Islandii. O awans do turnieju mistrzowskiego drużyny rywalizowały na poziomie regionalnym.
W sezonie 1974/1975 po raz pierwszy o mistrzostwo Islandii walczono w systemie ligowym. Do sezonu 1985/1986 nie rozgrywano fazy play-off, stąd zwycięzca rozgrywek ligowych zostawał mistrzem Islandii. Od sezonu 1985/1986 najlepsze drużyny po zakończeniu rozgrywek ligowych rywalizują o tytuł mistrza Islandii w fazie play-off (z wyjątkiem sezonów 1990/1991 i 1991/1992, gdy zwycięzca rozgrywek ligowych zostawał jednocześnie mistrzem Islandii).
Pierwszym mistrzem Islandii został klub Íþróttafélag stúdenta. Jak dotychczas najwięcej tytułów mistrza Islandii zdobył klub Þróttur Reykjavík (14).

## Nazwy
- 1970-1974 – Mistrzostwa Islandii
- 1974-1994 – 1. deild
- 1994-1996 – ABM-deild
- 1996-2009 – 1. deild
- 2009-2014 – Mikasadeild
- 2014-2021 – Mizunodeild
- 2021-2023 – Úrvalsdeild
- 2023- – Unbrokendeild

## Triumfatorzy

### Lata 1970-1975
| Sezon | 1. miejsce                            | 2. miejsce            | 3. miejsce                            |
| ----- | ------------------------------------- | --------------------- | ------------------------------------- |
| 1970  | Íþróttafélag stúdenta                 | UMSE                  | Íþróttafélag Menntaskólans á Akureyri |
| 1971  | Íþróttafélag stúdenta                 | Laugardælir           | Framtíðin                             |
| 1972  | Íþróttafélag Menntaskólans á Akureyri | UMF Hvöt              | Íþróttafélag stúdenta                 |
| 1973  | UMF Hvöt                              | Íþróttafélag stúdenta | Íþróttafélag Menntaskólans á Akureyri |
| 1974  | UMF Biskupstungna                     | UMF Laugdæla          | Íþróttafélag stúdenta                 |
| 1975  | Íþróttafélag stúdenta                 | Víkingur              | Þróttur Reykjavík                     |

### Lata 1975-1985
| Sezon     | 1. miejsce            | 2. miejsce            | 3. miejsce            |
| --------- | --------------------- | --------------------- | --------------------- |
| 1975/1976 | Íþróttafélag stúdenta | UMF Laugdæla          | Víkingur              |
| 1976/1977 | Þróttur Reykjavík     |                       |                       |
| 1977/1978 | Íþróttafélag stúdenta | Þróttur Reykjavík     | UMF Laugdæla          |
| 1978/1979 | UMF Laugdæla          | Þróttur Reykjavík     | Íþróttafélag stúdenta |
| 1979/1980 | UMF Laugdæla          | Þróttur Reykjavík     | Íþróttafélag stúdenta |
| 1980/1981 | Þróttur Reykjavík     | Íþróttafélag stúdenta | Víkingur              |
| 1981/1982 | Þróttur Reykjavík     | Íþróttafélag stúdenta | Víkingur              |
| 1982/1983 | Þróttur Reykjavík     | Íþróttafélag stúdenta | UMSE                  |
| 1983/1984 | Þróttur Reykjavík     | HK                    | Íþróttafélag stúdenta |
| 1984/1985 | Þróttur Reykjavík     | Íþróttafélag stúdenta | HK                    |

### Od sezonu 1985/1986
| Sezon     | Mistrzostwa Islandii                                         | Mistrzostwa Islandii                                         |                       | Mistrzostwa ligowe    | Mistrzostwa ligowe    | Mistrzostwa ligowe |
| Sezon     | Mistrz                                                       | Finalista / 2. miejsce                                       | 1. miejsce            | 2. miejsce            | 3. miejsce            |                    |
| --------- | ------------------------------------------------------------ | ------------------------------------------------------------ | --------------------- | --------------------- | --------------------- | ------------------ |
| 1985/1986 | Þróttur Reykjavík                                            | Íþróttafélag stúdenta                                        | Íþróttafélag stúdenta |                       |                       |                    |
| 1986/1987 | Þróttur Reykjavík                                            | Fram                                                         | Þróttur Reykjavík     | Víkingur              | Fram                  |                    |
| 1987/1988 | Íþróttafélag stúdenta                                        | HK                                                           | Íþróttafélag stúdenta | Þróttur Reykjavík     | KA                    |                    |
| 1988/1989 | KA                                                           |                                                              | KA                    |                       |                       |                    |
| 1989/1990 | Þróttur Reykjavík                                            | KA                                                           | Íþróttafélag stúdenta | KA                    | Þróttur Reykjavík     |                    |
| 1990/1991 | KA                                                           | Þróttur Reykjavík                                            | KA                    | Þróttur Reykjavík     | Íþróttafélag stúdenta |                    |
| 1991/1992 | Íþróttafélag stúdenta                                        | HK                                                           | Íþróttafélag stúdenta | HK                    | KA                    |                    |
| 1992/1993 | HK                                                           | Þróttur Reykjavík                                            | HK                    | Þróttur Reykjavík     | Íþróttafélag stúdenta |                    |
| 1993/1994 | HK                                                           | Þróttur Reykjavík                                            | KA                    | Þróttur Reykjavík     | Íþróttafélag stúdenta |                    |
| 1994/1995 | HK                                                           | Þróttur Reykjavík                                            | Þróttur Reykjavík     | HK                    | KA                    |                    |
| 1995/1996 | Þróttur Reykjavík                                            | Stjarnan                                                     | Þróttur Reykjavík     | Stjarnan              | HK                    |                    |
| 1996/1997 | Þróttur Reykjavík                                            | Þróttur Neskaupstað                                          | Þróttur Reykjavík     | Þróttur Neskaupstað   | Íþróttafélag stúdenta |                    |
| 1997/1998 | Þróttur Reykjavík                                            | Stjarnan                                                     | Þróttur Reykjavík     | Þróttur Neskaupstað   | Stjarnan              |                    |
| 1998/1999 | Þróttur Reykjavík                                            | Íþróttafélag stúdenta                                        | Þróttur Reykjavík     | Íþróttafélag stúdenta | Stjarnan              |                    |
| 1999/2000 | Íþróttafélag stúdenta                                        | Stjarnan                                                     | Íþróttafélag stúdenta | Þróttur Reykjavík     | Stjarnan              |                    |
| 2000/2001 | Íþróttafélag stúdenta                                        | Þróttur Reykjavík                                            | Íþróttafélag stúdenta | Þróttur Reykjavík     | Stjarnan              |                    |
| 2001/2002 | Íþróttafélag stúdenta                                        | Stjarnan                                                     | Íþróttafélag stúdenta | Stjarnan              | Þróttur Reykjavík b   |                    |
| 2002/2003 | Stjarnan                                                     | Íþróttafélag stúdenta                                        | Stjarnan              | Íþróttafélag stúdenta | HK                    |                    |
| 2003/2004 | Stjarnan                                                     | HK                                                           | Stjarnan              | Íþróttafélag stúdenta | HK                    |                    |
| 2004/2005 | HK                                                           | Stjarnan                                                     | Stjarnan              | HK                    | Þróttur Reykjavík     |                    |
| 2005/2006 | Stjarnan                                                     | HK                                                           | Stjarnan              |                       |                       |                    |
| 2006/2007 | Stjarnan                                                     | HK                                                           | Stjarnan              |                       |                       |                    |
| 2007/2008 | Stjarnan                                                     | Þróttur Reykjavík                                            | Stjarnan              | KA                    | Þróttur Reykjavík     |                    |
| 2008/2009 | Þróttur Reykjavík                                            | Stjarnan                                                     | Þróttur Reykjavík     | KA                    | Stjarnan              |                    |
| 2009/2010 | KA                                                           | HK                                                           | KA                    | HK                    | Stjarnan              |                    |
| 2010/2011 | KA                                                           | HK                                                           | KA                    | HK                    | Stjarnan              |                    |
| 2011/2012 | HK                                                           | KA                                                           | Stjarnan              | HK                    | Þróttur Reykjavík     |                    |
| 2012/2013 | HK                                                           | KA                                                           | HK                    | Stjarnan              | KA                    |                    |
| 2013/2014 | HK                                                           | Stjarnan                                                     | HK                    | Stjarnan              | Þróttur Neskaupstað   |                    |
| 2014/2015 | HK                                                           | Stjarnan                                                     | HK                    | Stjarnan              | Þróttur Neskaupstað   |                    |
| 2015/2016 | HK                                                           | KA                                                           | HK                    | Stjarnan              | KA                    |                    |
| 2016/2017 | HK                                                           | Stjarnan                                                     | Stjarnan              | HK                    | Þróttur Neskaupstað   |                    |
| 2017/2018 | KA                                                           | HK                                                           | KA                    | HK                    | Þróttur Neskaupstað   |                    |
| 2018/2019 | KA                                                           | HK                                                           | KA                    | HK                    | Afturelding           |                    |
| 2019/2020 | Ze względu na pandemię COVID-19 rozgrywki zostały przerwane. | Ze względu na pandemię COVID-19 rozgrywki zostały przerwane. | Þróttur Neskaupstað   | HK                    | Álftanes              |                    |
| 2020/2021 | Hamar                                                        | KA                                                           | Hamar                 | HK                    | KA                    |                    |
| 2021/2022 | Hamar                                                        | HK                                                           | Hamar                 | HK                    | Afturelding           |                    |
| 2022/2023 | KA                                                           | Hamar                                                        | Hamar                 | Afturelding           | KA                    |                    |
| 2023/2024 | Hamar                                                        | Afturelding                                                  | Hamar                 | Afturelding           | Vestri                |                    |
| 2024/2025 | KA                                                           | Þróttur Reykjavík                                            | KA                    | Þróttur Reykjavík     | Hamar                 |                    |

## Bilans klubów
| Klub                                  | Liczba tytułów |
| ------------------------------------- | -------------- |
| Þróttur Reykjavík                     | 14             |
| HK                                    | 10             |
| Íþróttafélag stúdenta                 | 10             |
| KA                                    | 8              |
| Stjarnan                              | 5              |
| Hamar                                 | 3              |
| UMF Laugdæla                          | 2              |
| Íþróttafélag Menntaskólans á Akureyri | 1              |
| UMF Biskupstungna                     | 1              |
| UMF Hvöt                              | 1              |